# Wincing the Night Away
Wincing the Night Away – album studyjny zespołu The Shins wydany 23 stycznia 2007, ostatni przed zerwaniem kontraktu z wytwórnią Sub Pop. Album został nagrany na przełomie 2005 i 2006 w trzech miejscach: prywatnym studiu Jamesa Mercera, domu Phila Eka w Seattle i w Oregon City przy udziale Joe Chicarelliego (współpracującego z takim artystami jak Beck i U2).
Album był nominowany do Nagrody Grammy za rok 2008 w kategorii Najlepszy Muzyczny Album Alternatywny. 

## Spis utworów[5]
Wszystkie utwory autorstwa Jamesa Mercera.
1. "Sleeping Lessons" – 3:58
2. "Australia" – 3:57
3. "Pam Berry" – 0:57
4. "Phantom Limb" – 4:48
5. "Sea Legs" – 5:23
6. "Red Rabbits" – 4:33
7. "Turn on Me" – 3:41
8. "Black Wave" – 3:19
9. "Spilt Needles" – 3:46
10. "Girl Sailor" – 3:44
11. "A Comet Appears" – 3:49

Japońska edycja albumu zawiera dwa bonusowe utwory, "Nothing at All" i "Spilt Needles" (wersja alternatywna), oba pochodzą z singla "Phantom Limb". "Nothing at All" został również umieszczony na wersji nagrania dostępnej w serwisie iTunes.

## Skład[6]
- James Mercer – śpiew, gitara, gitara basowa, syntezator, banjo, ukulele, katzenklavier
- Marty Crandall – syntezator, organy, gitara basowa
- Dave Hernandez – gitara basowa, gitara prowadząca
- Jesse Sandoval – perkusja
- Chris Funk – gitara hawajska na "Red Rabbits" i "A Comet Appears", cymbały i bouzouki na "A Comet Appears"
- Eric Johnson – wokal wspierający i pianino na "Girl Sailor"
- Anita Robinson – wokal wspierający na "Phantom Limb" i "Turn On Me"
- Paloma Griffin – skrzypce na "Red Rabbits"
- Niels Gallaway – róg na "A Comet Appears"
- Asystenci: Jason McGerr, Marisa Kula, Chris Jones, Bob Stark, Brian Lowe, Brian Vibberts, Kendra Lynn, Wes Johnson & Pete Tewes.

### Produkcja
- Produkcja: James Mercer i Joe Chiccarelli
- Mix: Joe Chiccarelli
- Dodatkowy proces produkcji w utworach "Australia", "Girl Sailor" i "Phantom Limb": Phil Ek
- Nagranie: Sean Flora, Hiro Ninagawa, Brian Deck i Lars Fox
- Nagrane w Supernatural Sound, Oregon City, OR; The Aural Apothecary, Portland, OR; Avast! 2, Seattle, WA
- Mastering: Emily Lazar and Sarah Register at The Lodge, NYC
- Design i oprawa graficzna: Robert Mercer